# باول لامبرت
باول لامبرت (بالإنجليزية: Paul Lambert)‏ هو سياسي أمريكي، ولد في 12 يوليو 1950 في أوماها في الولايات المتحدة. حزبياً، نشط في الحزب الجمهوري.